# Яковлев, Александр Иванович (губернатор)
 Алекса́ндр Ива́нович Я́ковлев  (1784—1839) — военный и государственный деятель Российской империи, генерал-майор, губернатор Олонецкой губернии.

## Биография
Выходец из дворян Псковской губернии; родился в 1784 году.
Воинскую службу начал в 21-м егерском полку унтер-офицером. С апреля 1812 года — старший адъютант, начальник отделения в штабе полка.
С мая 1812 года — старший адъютант в 20-м егерском полку.
Участник Отечественной войны 1812 года и походов русской армии против наполеоновских войск в 1813—1815 годах. Принимал участие в Бородинском сражении. За штурм Лейпцига произведён в подполковники, за взятие Парижа — в полковники. Был награждён орденом Св. Владимира 4-й степени с бантом (05.11.1812), Золотым оружием с надписью «За храбрость» (29.09.1813), медалью «За взятие Парижа».
В 1816—1821 годах — командир 50-го егерского полка. В январе 1821 года по личному прошению уволен с воинской службы в чине генерал-майора.
В марте 1829 года назначен губернатором Олонецкой губернии с присвоением гражданского чина действительного статского советника. Был награждён орденом Св. Анны с алмазными знаками и орденом Св. Станислава 1-й степени (13.01.1833)
Оставил пост губернатора 27 апреля 1836 года.
Умер 3 (15) ноября 1839 года. Похоронен на кладбище деревни Дубно Торопецкого уезда Псковской губернии.

## Семья
- сын Николай (род. 18 декабря 1818), офицер Уланского полка
- дочь Мария (род. 1820)